# قوره براز (بوكان)
قرية قوره براز (بالكردية: قوڕەبەراز) هي إحدى القرى التابعة لـفيض الله بغي في ريف قسم مركزي من مقاطعة بوكان، في محافظة أذربیجان الغربیة الإيرانية.

## السكان
حسب إحصاءات سنة 2006، بلغ إجمالي السكان في قوره براز 213 نسمة وعدد المساكن 45 مسكن. لغة سكان قوره براز هي اللغة الكردية و هم من أهل السنة والجماعة والمذهب الشافعي.